# Исаково (Архангельское сельское поселение)
Исаково — деревня в Сокольском районе Вологодской области.
Входит в состав Архангельского сельского поселения, с точки зрения административно-территориального деления — в Архангельский сельсовет.
Расстояние по автодороге до районного центра Сокола — 21 км, до центра муниципального образования Архангельского — 6 км. Ближайшие населённые пункты — Прокопово, Пашенино, Василево, Кузнецово, Алексейцево, Сидорково, Семенково, Захарово, Савкино.
По переписи 2002 года население — 8 человек.